# Взаємний фонд
Взаємний фонд або фонд взаємних інвестицій (англ. mutual fund) —  портфель акцій, ретельно відібраних і придбаних професійними фінансистами на вкладення багатьох тисяч дрібних вкладників. Вартість акції фонду дорівнює вартості сумарних інвестицій фонду (за вирахуванням боргу), поділеній на число акцій. Основна перевага для вкладників — зменшення ризику, оскільки інвестиції розподілені серед великої кількості різних підприємств.
Перший взаємний фонд — Massachusetts Investors Trust — був створений в США в 1924 році. Спочатку поширенням паїв займалися незалежні фірми-андеррайтери. Вони отримували дохід за рахунок комісій, які платили інвестори при покупці паїв.
До 1998 року в США налічувалося 3513 взаємних фондів. До 2000 року було відкрито 164, 1 млн рахунків, тобто близько двох на сім'ю.
Найбільшими взаємними фондами володіють такі компанії як JPMorgan Chase, Morgan Stanley, Allianz (діяльність здійснюється через приналежну Allianz американську компанію Pimco), Goldman Sachs, Citigroup.
Більшість існуючих брокерів мають договори з основними керуючими компаніями на продаж паїв їх фондів.
В українському законодавстві існує також пайовий інвестиційний фонд (ПІФ).